# 米科武夫

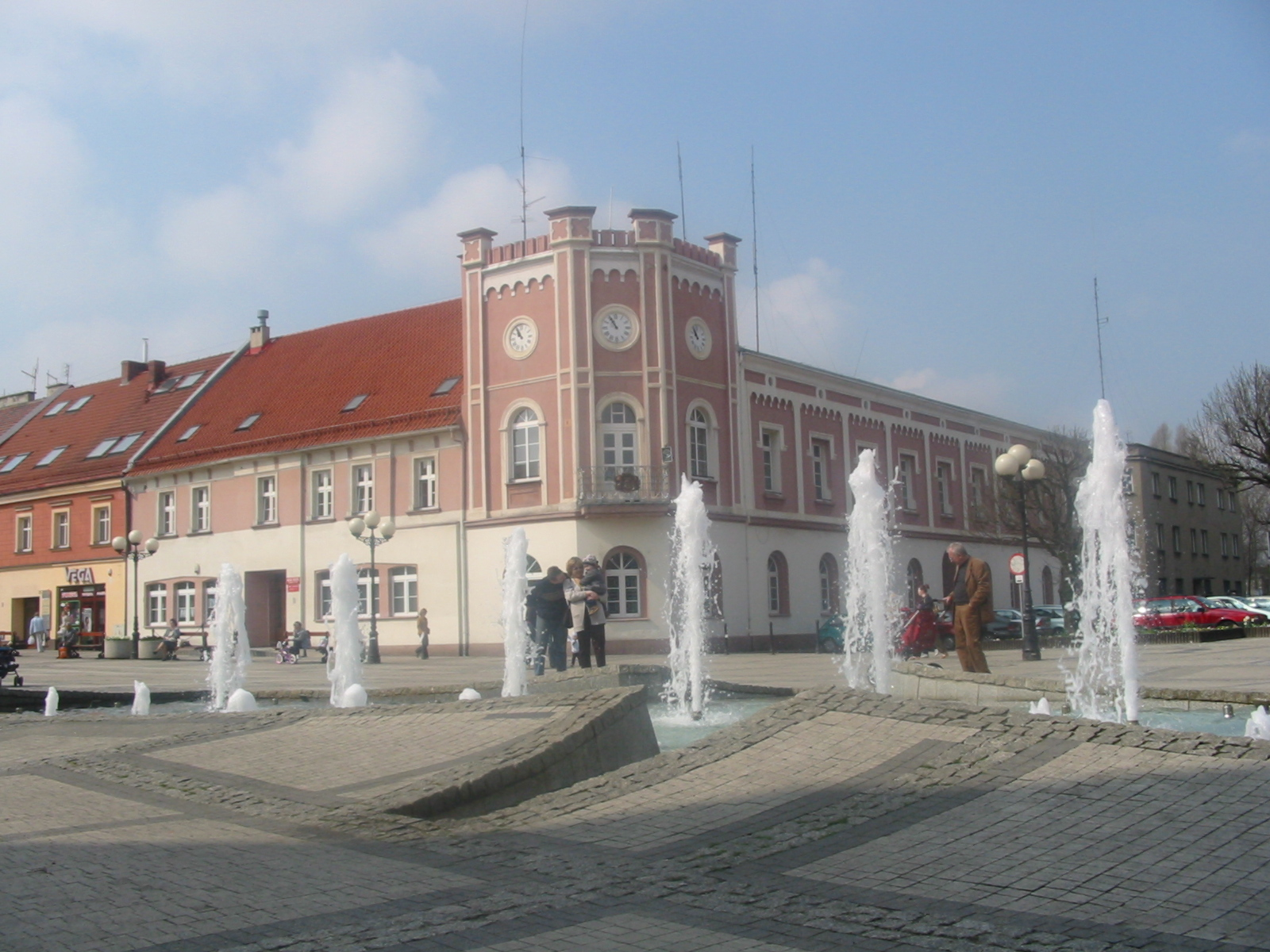

米科武夫是波蘭的城鎮，位於該國南部，距離首府卡托維茲10公里，由西里西亞省負責管轄，始建於十三世紀，面積79.2平方公里，2008年人口38,821。

## 外部連結
- Mikołów government website
- Jewish Community in Mikołów （页面存档备份，存于） on Virtual Shtetl

50°10′N 18°54′E / 50.167°N 18.900°E